# Roger Devemy
Roger Devemy, né le 28 juillet 1910 à Thiant et mort le 4 août 1998 à Sanary-sur-Mer, est un homme politique français.

## Biographie
Il est élu député de la Quatrième République pour la Saône-et-Loire entre le 21 octobre 1945 et le 1er décembre 1955 et siège à l'Assemblée nationale avec le groupe du Mouvement républicain populaire.
Il est également député de la Sixième circonscription de Meurthe-et-Moselle du 30 novembre 1958 au 9 octobre 1962 avec le groupe des Républicains populaires et centre démocratique.

## Distinctions

### Décorations
- Croix de guerre 1939-1945.
- Officier de la Légion d'honneur au titre de la Résistance.